# Sigismund Friedrich Hermbstädt
Sigismund Friedrich Hermbstädt, född 16 april 1760 i Erfurt, död 22 oktober 1833 i Berlin, var en tysk farmaceut och kemist.
Hermbstädt studerade med framgång farmaci och blev 1791 professor i kemi och farmaci vid Collegium medico-chirurgicum i Berlin, 1819 professor i kemi och teknologi vid Berlins universitet samt 1820 professor i kemi vid Krigsskolan och vid Bergsinstitutet. Han var främst intresserad av kemins industriella användning. Han försökte höja kunskapsnivån inom i samband med jordbruket stående industrigrenar och arbetade för detta mål genom flera av honom redigerade tidskrifter samt en mängd särskilt utgivna arbeten. Han invaldes som utländsk ledamot av svenska Vetenskapsakademien 1812.